# Bınkıldayık, Devrekani
Bıngıldayık là một xã thuộc huyện Devrekani, tỉnh Kastamonu, Thổ Nhĩ Kỳ. Dân số thời điểm năm 2008 là 148 người.